# Trouble Maker (迷你專輯)
《Trouble Maker》是韓國的男子團體BEAST成員張賢勝和女子團體4minute成員金泫雅組成組合Trouble Maker之後的首張迷你專輯。於2011年12月1日發行。唱片公司為Cube Entertainment。

## 概要
- 2011年11月24日Cube Entertainment宣布BEAST的賢勝與4minute的泫雅將組成團體[1]，公開宣傳照後就引起熱烈關注。兩人在2011Mnet亞洲音樂大獎的表演中接吻引起觸目，造成話題。[2]經紀公司其後發表聲明，澄清接吻只屬借位，事件稍微平息。[3]
- 11月26日公開Teaser以及專輯曲目。
- 11月28日公開第一波Teaser，在Teaser中4Minute泫雅性感爆發，大膽的挑逗著BEAST賢勝，BEAST賢勝則是摟著4Minute泫雅的腰，讓不少人看了好害羞。
- 11月30日公開第二波Teaser。
- 12月1日公開 《Trouble Maker》MV，張賢勝和泫雅挑逗性十足的表演，兩人變身為間諜的反復逆轉的故事展開，《Trouble Maker》MV公開後，得到超高的點擊率，反響熱烈。同日推出本專輯。

## 曲目
| 曲序 | 曲目                                |                 | 作曲               | 编曲       | 时长 |
| ---- | ----------------------------------- | --------------- | ------------------ | ---------- | ---- |
| 1.   | Trouble Maker                       | 新沙洞老虎 Rado | 新沙洞老虎 Rado LE | 新沙洞老虎 | 4:19 |
| 2.   | 不想聽的話（듣기싫은말）            | Rado            | Rado               | Rado       | 3:25 |
| 3.   | Time（泫雅 feat. Rado）             | Rado            | Rado               | Rado       | 3:31 |
| 4.   | 怎樣都不是（아무렇치 않니）（賢勝） | 전군            | 전군               | 라도       | 3:02 |